# Fontaine de lave

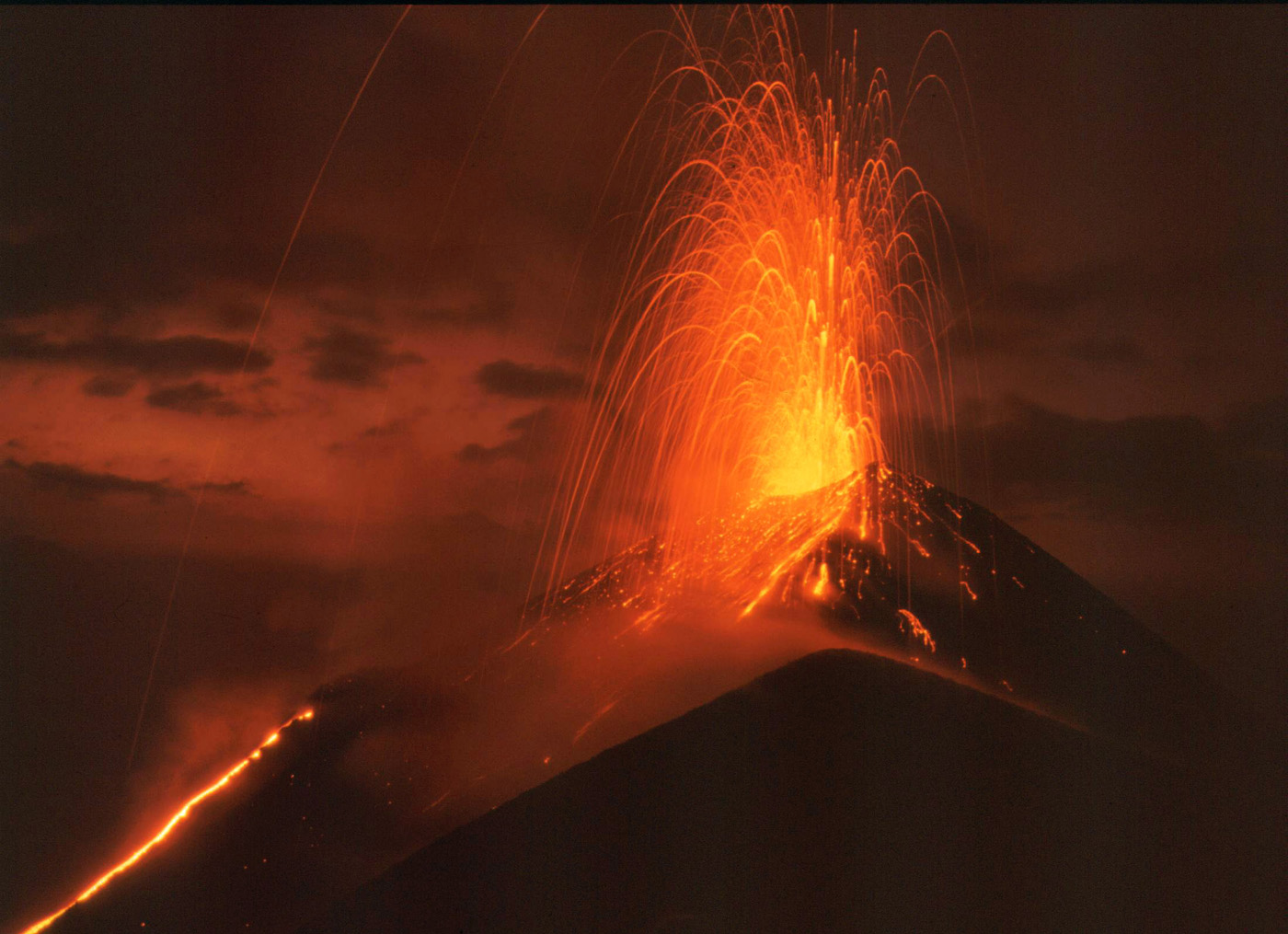
Fontaine de lave en forme de plumeau au sommet du Pacaya au Guatemala.

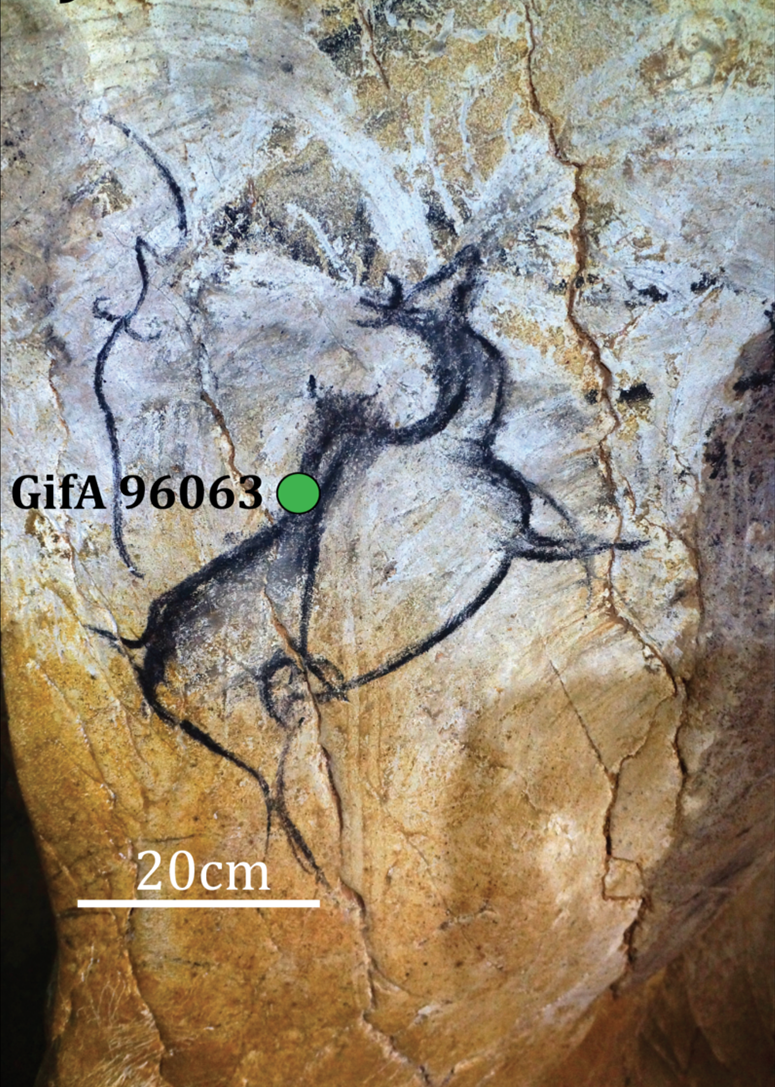
Exemple de géomythe : une des figures en gerbe tracée il y a 36000 ans dans la galerie des Mégacéros de la grotte Chauvet, pourrait représenter la fontaine de lave d'un volcan en éruption dans le Vivarais tout proche de la grotte,.

Une fontaine de lave est un type de formation volcanique se rencontrant sur des volcans en éruption rejetant des laves suffisamment fluides et avec un débit suffisamment puissant et régulier pour former à la sortie des différentes bouches volcaniques un jet de lave plus ou moins continu.

## Caractéristiques

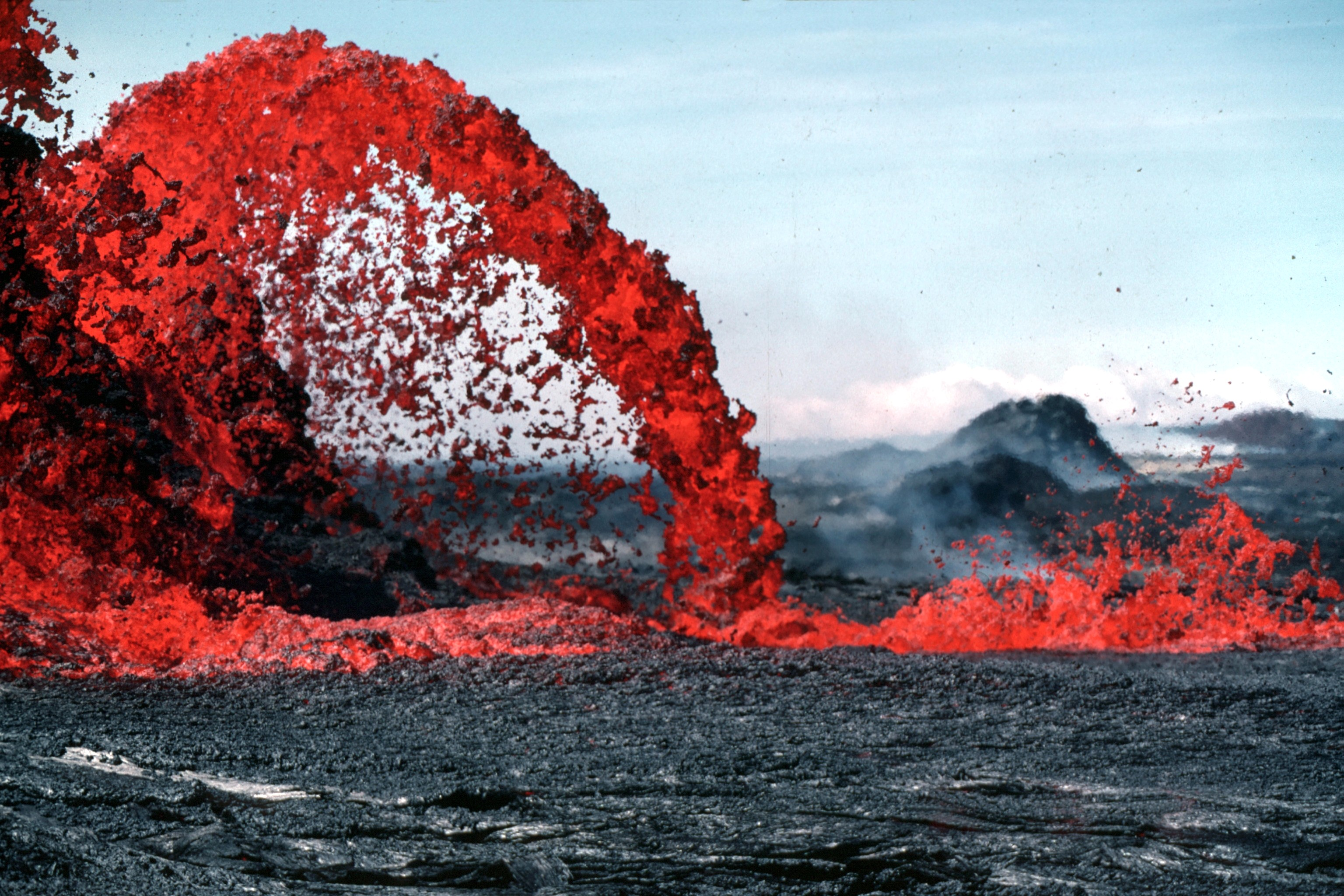
Fontaine de lave en jet continu d'une dizaine de mètres de hauteur sur le Pu‘u Kahaualea à Hawaï.

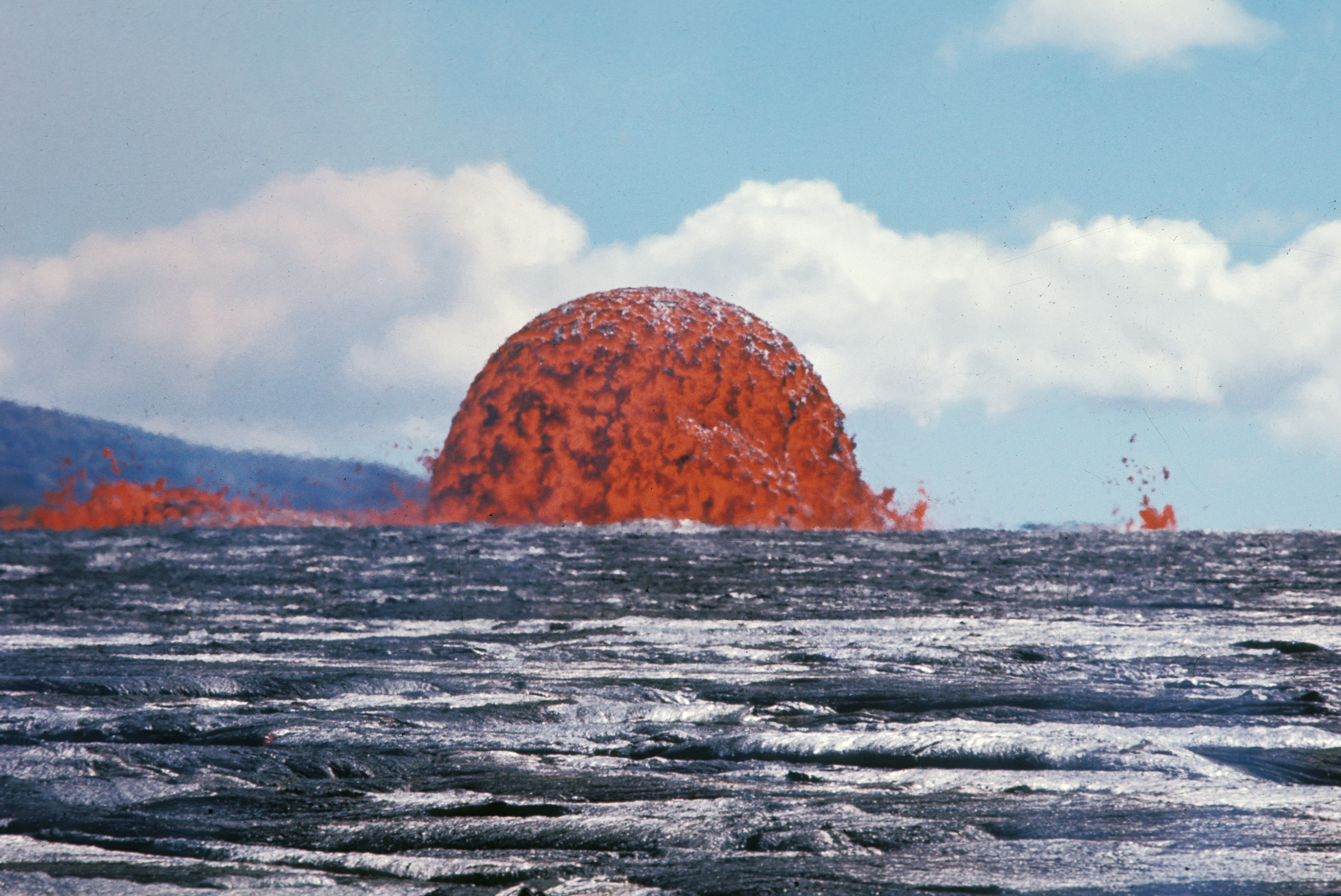
Fontaine de lave en forme de dôme d'une vingtaine de mètres de hauteur au Mauna Ulu en 1969 à Hawaï.

Généralement, une fontaine de lave est composée d'un ensemble de paquets de lave plus ou moins gros qui sont expulsés dans les airs par l'arrivée d'une bulle de gaz volcaniques à la sortie de la bouche volcanique. Ce mode de projection donne des fontaines en forme de plumeau dont le débit et la hauteur sont pulsatiles. Dans le cas où l'expulsion de la lave est générée par une pression interne plutôt que par l'arrivée d'une bulle de gaz volcaniques, la fontaine de lave peut prendre la forme d'un véritable jet continu de roches en fusion. Si ce jet est vertical et que le débit de lave est important, la fontaine de lave peut alors prendre l'aspect d'un dôme. Dans le cas d'une éruption fissurale, les différentes fontaines de lave peuvent former un véritable rideau de matière en fusion. Le plus étendu de ces murs de lave s'est formé en 1783 sur les Lakagígar en Islande le long de la fissure de 25 kilomètres de longueur.
Les fontaines de lave sont généralement hautes de quelques mètres à quelques dizaines de mètres mais certaines dépassent plusieurs centaines de mètres. La plus grande fontaine de lave observée le fut sur l'Izu Ōshima en 1986 au Japon avec environ 1 600 mètres de hauteur,. Dans le reste du système solaire, la plus haute fontaine de lave observée s'est produite sur le volcan Tvashtar de la lune jovienne Io avec 1 500 mètres de hauteur.
Généralement, la lave éjectée n'a pas eu assez de temps pour se refroidir et donne naissance à une ou plusieurs coulée de lave une fois retombée. La durée de vie d'une fontaine de lave varie en fonction du maintien des conditions propices à sa formation. Certaines ne durent que quelques minutes tandis que d'autres peuvent rester actives pendant toute une éruption volcanique qui peut s'étaler sur plusieurs semaines voire plusieurs mois.